# ヨハン・ハインリヒ・シュメルツァー
ヨハン・ハインリヒ・シュメルツァー（Johann Heinrich Schmelzer, 1623年 - 1680年）は、バロック期のオーストリアの作曲家、ヴァイオリニスト。ウィーンで活躍し、プラハで死んだ。
シュメルツァーはオーストリア人でありながら、当時イタリア人たちに支配されていた分野（ヴァイオリンの演奏と作曲）で、高い評判を得た。実際、1660年、ある旅行者は彼について「全ヨーロッパで最も傑出したヴァイオリニストではなかろうか」と言及したほどである。1664年の彼の作品「Sonatae unarum fidium」は、ドイツ語圏の作曲家が初めて出版した、ヴァイオリンと通奏低音のためのソナタ集である。そこには、中期バロックのヴァイオリン・ソナタ特有の、華麗なヴィルトゥオーソ性、個々の構成、広い固執低音の変奏が含まれていた。また彼が活躍したウィーンのハプスブルク宮廷では、宮廷楽長はイタリア人になることが多く、実際彼の前任の楽長もジョヴァンニ・フェリーチェ・サンチェスというイタリア人だったが、その死後、オーストリア人としては珍しいことに宮廷楽長に昇進した（1679年）。しかしそれからわずか数か月後、ペストにより亡くなった。
シュメルツァーは当時のオーストリアの器楽曲作曲家の先頭を進む第一人者で、やはりオーストリアのヴァイオリニスト兼作曲家のハインリヒ・ビーバーに多大な影響を与えた。ビーバーはシュメルツァーの弟子の一人ではなかったかと言われている。
息子のアンドレアス・アントン・シュメルツァーも父の後を継いで、作曲家、ヴァイオリニストになった。

## 主な作品
- フェルディナンド3世の死に寄せる哀歌（Lamento sopra la morte di Ferdinado III）（1657年）
- 12の選ばれたソナタ（Duodena selactarum sonatarum）（1659年）
- 聖と俗との音楽的協和（宗教的・世俗的合奏曲集）（Sacro-profanus concentus musicus）（1662年）
- 一つの弦楽器のためのソナタ集（Sonata unarum fidium）（1664年）
- フェンシング指南（Die musikalische Fechtschul）（1668年）
- 放屁の日のためのソナタ（Sonata a 5 per camera al giorno delle correggie）（1676年）
- 150の組曲、声楽曲、および教会音楽

### VIDEO
- Violin sonata by Schmelzer, performed by Apollo's Fire